# Rezzato
Rezzato est une commune italienne de la province de Brescia, dans la région Lombardie.

## Histoire

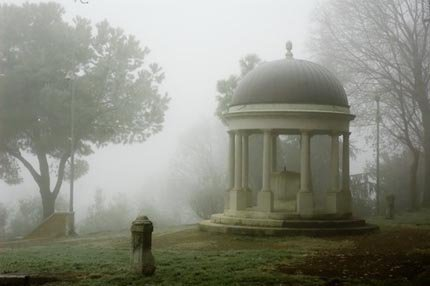
Le parc de Bacchus.

Les plus anciens artefacts trouvés dans le territoire remontent au néolithique rezzatese : leur lieu de découverte était la grotte Ca 'dei Grii. Cette cavité était sur le flanc sud du Mont Regogna et a été perdue pendant les travaux de carrières proches en 1969. Cette grotte était longue de 91 m91 mètres et large de 3,50 m, à l'intérieur (pendant les travaux commencés en 1954) ont été trouvés des fragments datant de la culture de la vasculaires Vasi Bocca Quadrata et même les restes d'un squelette. Il est possible que la grotte ait servi de refuge à toute une famille durant la Seconde Guerre mondiale. D'autres objets ont été trouvés sur le mont Peladolo et sont datées autour de l'âge du bronze. Pendant les nombreuses fouilles entre 1881 et 1968 ont été trouvés de nombreux objets en terre cuite, même des squelettes et des crânes humains. Les sites ont maintenant été perdus durant les travaux de carrières voisines, mais les découvertes sont conservées dans le Musée d'histoire naturelle de Brescia. 
Au temps des Romains, le territoire de Rezzato était traversé par une rue principale reliant Brescia à Vérone, dont aujourd'hui, serait inspiré le chemin de l'ancienne route 11. En outre, il semble probable que la hauteur de Treponti il y avait un embranchement de cette route qui conduisait à Gavardo et à Vobarno (cette route est actuellement la route 45a). À l'époque romaine, Rezzato a été l'une des carrières les plus exploitées pour l'extraction de marbre utilisé pendant la Rome antique comme en témoignent les matériaux utilisés pour la construction de nombreux édifices de Rome. Il y a, cependant, d'importantes pièces de cette époque mais certaines briques utilisées pour la construction de maisons romaines ont été trouvées en 1998 dans la zone du Sanctuaire de Notre-Dame de Valverde. 
Au Moyen Âge, la période de la naissance du pays, vers l'an 1000, l'évêque de Brescia, Landolfo, a fait don des fonds pour les moines bénédictins du monastère de Sainte-Euphémie en leur offrant de reprendre la zone à l'est de la ville. C'est grâce à eux qu'est née la première ville. La ville dépendait du monastère de Sainte-Euphémie, c'est pour cette raison qu'en 1299 l’Évêque de Brescia Berardo Maggi a déclaré la naissance du pays Rezzato. Les moines se retirèrent au monastère de San Giacomo (sud du pays), fondée en 1099 par le pape Pascal II, sur le chemin de Mantoue en créant une auberge pour les pèlerins. 
Rezzato quelques siècles plus tard (en 1429), passa sous la domination de la république de Venise et le pays a commencé une période de prospérité et de commerce florissant. En 1548, le noble James Chizzola Rezzato fonde la première académie de l'agriculture (selon lui, la première du genre). Dans les années suivantes de nombreuses villas ont été construites dans Rezzato, comme Villa et Villa Fenaroli Provaglio. Au XVIIIe siècle sous l'empereur Napoléon, elle est devenue une partie de l'Empire austro-hongrois et, enfin, au cours du Risorgimento, Rezzato a été le théâtre de nombreuses batailles (comme la bataille de Treponti entre Garibaldi et les Autrichiens en 1859 sur le territoire de Treponti). 
Importants au début de 1900, le chemin de fer Rezzato-Vobarno que jusqu'à 1967, a lié la Valsabbia avec la station de chemin de fer dans le pays. Rezzato atteint sa forme actuelle en 1928 quand elle a également absorbé le village de Virle (maintenant village). Rezzato a été particulièrement touché pendant la Seconde Guerre mondiale subissant 43 raids aériens alliés, depuis lors, près de la république de Salo a été un lieu de transit pour les opérations politico-militaires de la ville déplacée vers le lac. Dans la période allant du 8 septembre 1943 et le 28 avril 1945 Rezzato également mis au point l'organisation partisane également créateur du journal clandestin Le Rebelle. 
À la suite d'une apparition survenue en 1399 aux abords d'un étang, une petite chapelle a été construite, dédiée à Notre-Dame de Valverde. Une autre apparition est rappelée à l'endroit même où avait eu lieu celle de 1399. En 1711, la ville était frappée par une grande peste et les habitants demandèrent à Notre-Dame de mettre fin à l'épidémie. Un jour, deux enfants de 8 et 11 ans, partis chercher des châtaignes, ont vu la lueur de la chapelle de la Vierge sur l'étang, puis ils ont entendu la voix d'une femme qui les a rassurés. À la suite de cette deuxième apparition, la chapelle fut restaurée en 1712.

## Économie
Comme toute ville de l'arrière-pays, Rezzato a beaucoup d'activité économique. En plus des nombreuses activités de fabrication il y a une présence forte dans le secteur commercial. L'agriculture est en déclin, tout en étant dans le domaine de Valverde, dans le Saint-James il y a beaucoup de terres cultivées. La Valverde est célèbre en particulier pour la production de vin. Rezzato a toujours été un pays avec une économie basée sur le commerce et la transformation du marbre, en 2001,  avec aussi une importante cimenterie. L'usine, en effet, situé dans la zone municipale entre Rezzato et Mazzano, produit une grande quantité de particules fines qui contribuent à rendre Rezzato l'une des plus polluées en Lombardie. 

## Fêtes, foires
- Baccquolina, lundi de Pâques.
- Cariolada, juin
- Festival des associations locales, 2 juin
- Festival de la SS. Pierre et Paul, juin 29 (Virle)
- Traditionnelle fête de sainte Anne, défilé historique des saints, le dernier dimanche de juillet
- Festival de Saint-Louis de Gonzague, un cortège des saints, le premier dimanche d'octobre, tous les cinq ans (Virle) - dernière procession 2013
- Market street, tous les mardis

## Personnalités liées
- Giovanni Battista Lombardi (1822-1880), sculpteur, né à Rezzato

## Administration
| Période                                  | Période          | Identité           | Étiquette | Qualité               |
| ---------------------------------------- | ---------------- | ------------------ | --------- | --------------------- |
| 5 mai 1945                               | 26 août 1957     | Vaifro Sberna      | DC        | médecin               |
| 26 août 1957                             | 20 juillet 1970  | Fortunato Pasquali | DC        | employé               |
| 20 juillet 1970                          | 1er octobre 1985 | Fausto Cargnoni    | DC        | entrepreneur          |
| 1er octobre 1985                         | 24 avril 1995    | Giuseppe Ioannes   | DC        | gestionnaire public   |
| 24 avril 1995                            | 14 juin 2004     | Augusto Berardi    | PDS DS    | géomètre              |
| 14 juin 2004                             | 26 mai 2014      | Enrico Danesi      | DS PD     | spécialiste du cinéma |
| 26 mai 2014                              | 27 mai 2019      | Davide Giacomini   | PD        | professeur            |
| 27 mai 2019                              | 10 juin 2024     | Giovanni Ventura   | LN        | conseiller financier  |
| 10 juin 2024                             | En cours         | Luca Reboldi       | PD        | professeur            |
| Les données manquantes sont à compléter. |                  |                    |           |                       |

### Hameaux
Virle Treponti

### Communes limitrophes
Botticino, Brescia, Castenedolo, Mazzano, Nuvolera

## Jumelages
- Bogoroditsk (Russie), depuis 2007

## Galerie de photos

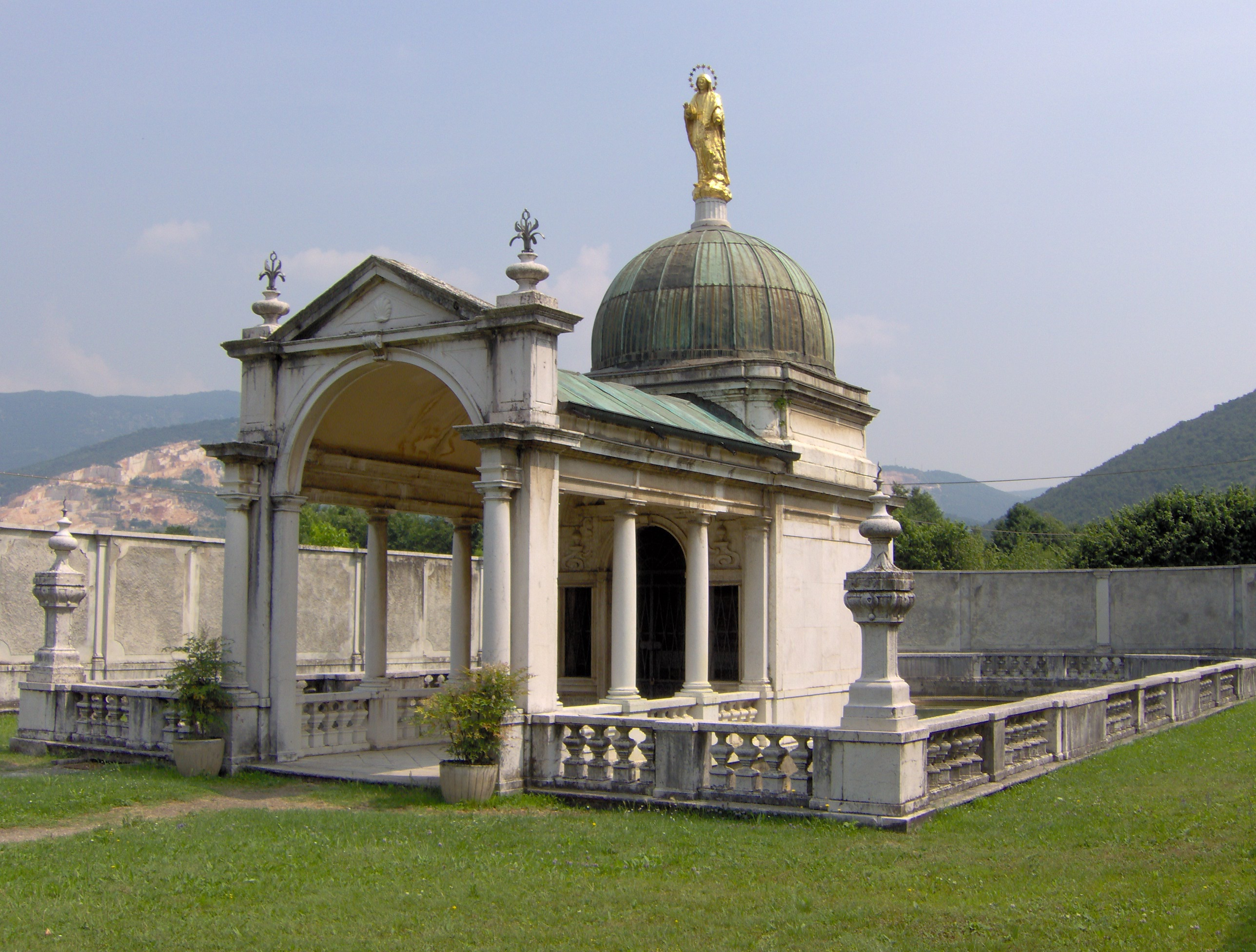
Chapelle sur le lac, près du Sanctuaire de Notre-Dame de Valverde.
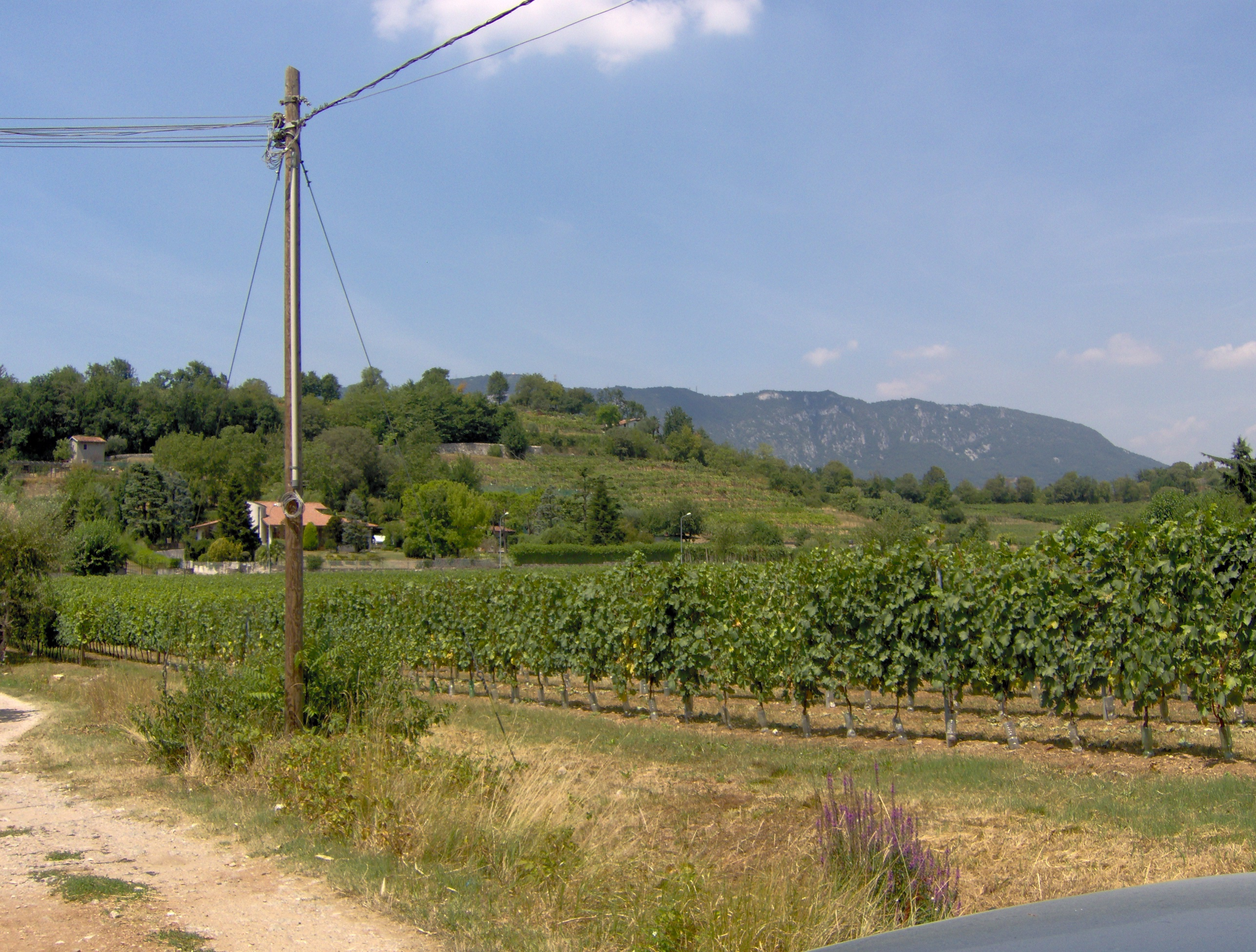
Vignobles à Valverde.
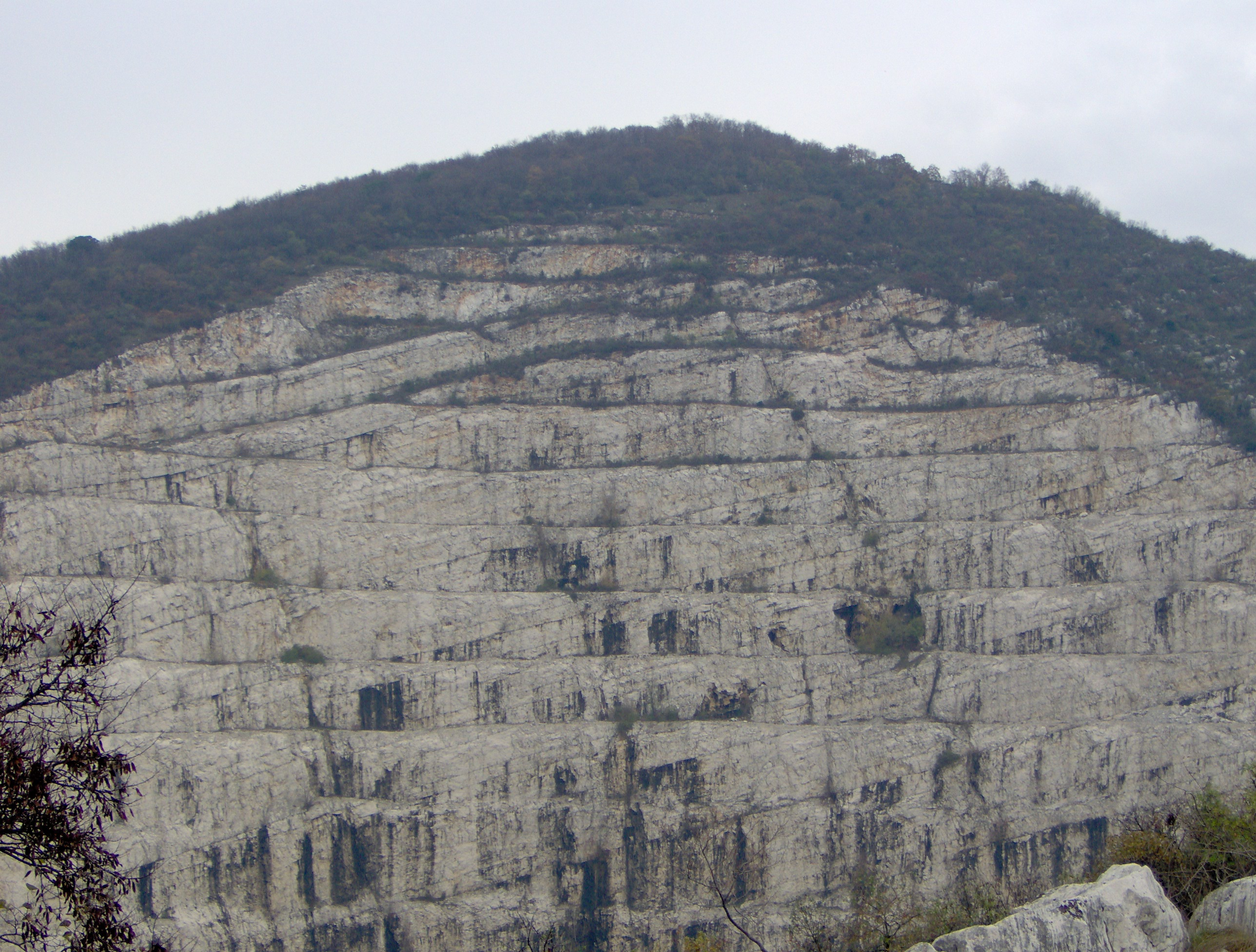
Ancienne carrière dans les montagnes.
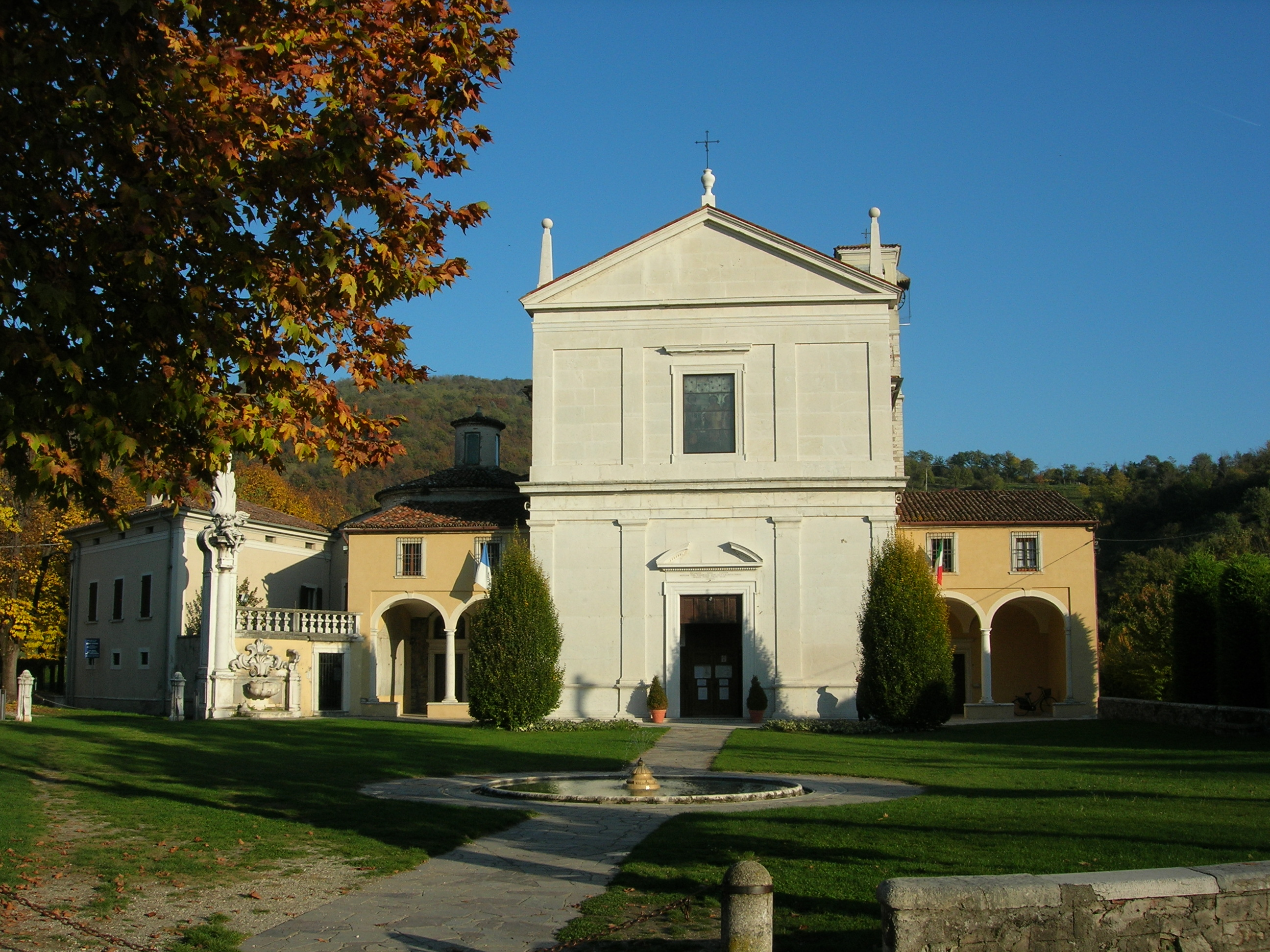
Sanctuaire de Notre-Dame de Valverde.
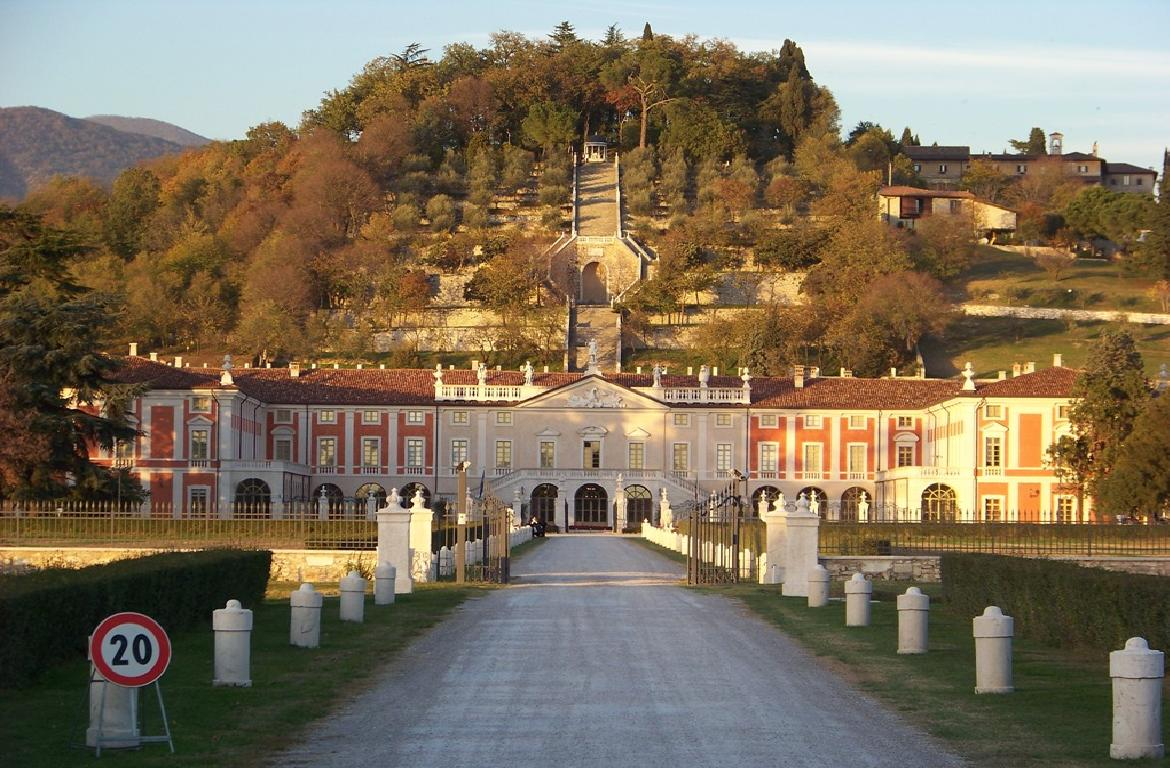
Villa Fenaroli.
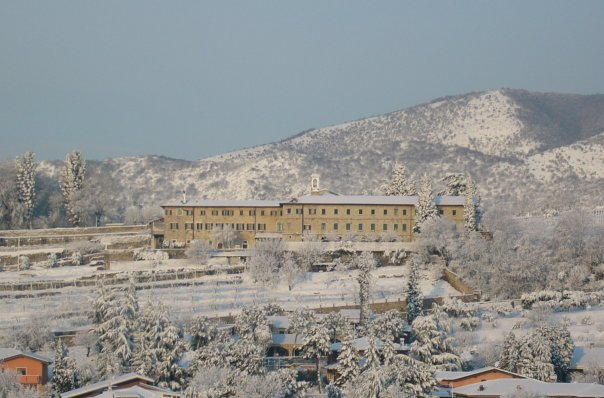
Le couvent.